# Olympische Sommerspiele 1976/Leichtathletik – 800 m (Frauen)

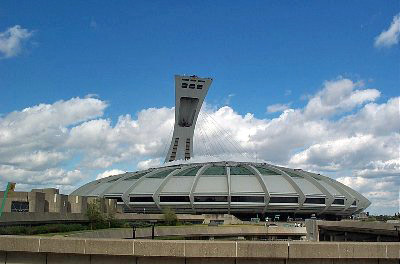
Das Olympiastadion in Montreal

Der 800-Meter-Lauf der Frauen bei den Olympischen Spielen 1976 in Montreal wurde am 23., 24. und 26. Juli 1976 im Olympiastadion Montreal ausgetragen. 35 Athletinnen nahmen teil.
Olympiasiegerin wurde Tatjana Kasankina aus der Sowjetunion, die im Finale mit 1:54,94 min einen neuen Weltrekord erzielte. Die Bulgarin Nikolina Schterewa gewann die Silbermedaille, die Bronzemedaille ging an Elfi Zinn, frühere Elfi Rost, aus der DDR.
Neben der Medaillengewinnerin starteten auch Doris Gluth und Anita Weiß, frühere Anita Barkusky, für die DDR. Beide Athletinnen erreichten ebenso wie Zinn das Finale. Weiß wurde Vierte, Gluth Siebte.

Die Liechtensteinerin Maria Ritter, spätere Maria Splitt, scheiterte in ihrem Vorlauf.

Läuferinnen aus der Bundesrepublik Deutschland, der Schweiz und Österreich nahmen nicht teil.

## Rekorde

### Bestehende Rekorde
| Weltrekord         | 1:56,0 min  | Walentina Gerasimowa ( Sowjetunion) | Kiew, Sowjetunion (heute Ukraine) | 12. Juni 1976     |
| Olympischer Rekord | 1:58,55 min | Hildegard Falck ( BR Deutschland)   | Finale OS München, BR Deutschland | 3. September 1972 |

### Rekordverbesserungen
Der bestehende olympische Rekord wurde zweimal verbessert, die zweite Verbesserung bedeutete gleichzeitig neuen Weltrekord.
- Olympische Rekorde:
  - 1:56,53 min – Anita Weiß (DDR). erstes Halbfinale am 24. Juli
  - 1:54,94 min – Tatjana Kasankina (Sowjetunion). Finale am 26. Juli
- Weltrekord:
  - 1:54,94 min – Tatjana Kasankina (Sowjetunion). Finale am 26. Juli

## Durchführung des Wettbewerbs
Die Athletinnen traten am 23. Juli zu fünf Vorläufen an. Die jeweils drei Laufbesten – hellblau unterlegt – und die nachfolgend Zeitschnellste – hellgrün unterlegt – kamen ins Halbfinale am 24. Juli. Hieraus qualifizierten sich die vier Laufbesten – wiederum hellblau unterlegt – für das Finale, das am 26. Juli stattfand.

## Zeitplan
23. Juli, 16:50 Uhr: Vorläufe

24. Juli, 15:50 Uhr: Halbfinale

26. Juli, 18:20 Uhr: Finale
Anmerkung:
Alle Zeiten sind in Ortszeit Montreal (UTC−5) angegeben.

## Vorrunde
Datum: 23. Juli 1976, ab 16:50 Uhr

### Vorlauf 1
| Platz | Name                 | Nation      | Zeit        |
| ----- | -------------------- | ----------- | ----------- |
| 1     | Swetlana Styrkina    | Sowjetunion | 2:00,12 min |
| 2     | Judy Pollock         | Australien  | 2:00,66 min |
| 3     | Doris Gluth          | DDR         | 2:00,70 min |
| 4     | Rita Thijs           | Belgien     | 2:04,39 min |
| 5     | Abby Hoffman         | Kanada      | 2:05,32 min |
| 6     | Carmen Valero        | Spanien     | 2:06,14 min |
| 7     | Lilja Guðmundsdóttir | Island      | 2:07,26 min |

### Vorlauf 2
| Platz | Name                 | Nation           | Zeit        |
| ----- | -------------------- | ---------------- | ----------- |
| 1     | Anita Weiß           | DDR              | 2:00,48 min |
| 2     | Nikolina Schterewa   | Bulgarien        | 2:01,02 min |
| 3     | Gabriella Dorio      | Italien          | 2:01,63 min |
| 4     | Jozefína Čerchlanová | Tschechoslowakei | 2:02,36 min |
| 5     | Kathy Weston         | USA              | 2:03,31 min |
| 6     | Joan Wenzel          | Kanada           | 2:03,62 min |
| DNF   | Chee Swee Lee        | Singapur         |             |

### Vorlauf 3
| Platz | Name                 | Nation         | Zeit        |
| ----- | -------------------- | -------------- | ----------- |
| 1     | Swetla Slatewa       | Bulgarien      | 1:59,24 min |
| 2     | Walentina Gerasimowa | Sowjetunion    | 1:59,68 min |
| 3     | Wendy Koenig-Knudson | USA            | 1:59,91 min |
| 4     | Mariana Suman        | Rumänien       | 2:00,00 min |
| 5     | Liz Barnes           | Großbritannien | 2:01,70 min |
| 6     | Célestine N’Drin     | Elfenbeinküste | 2:04,54 min |
| 7     | Maria Ritter         | Liechtenstein  | 2:14,39 min |

### Vorlauf 4
| Platz | Name             | Nation         | Zeit        |
| ----- | ---------------- | -------------- | ----------- |
| 1     | Elfi Zinn        | DDR            | 2:01,54 min |
| 2     | Charlene Rendina | Australien     | 2:01,76 min |
| 3     | Ileana Silai     | Rumänien       | 2:02,82 min |
| 4     | Angela Creamer   | Großbritannien | 2:03,48 min |
| 5     | Magdolna Lázár   | Ungarn         | 2:04,05 min |
| 6     | Ileana Hocking   | Puerto Rico    | 2:08,46 min |
| 7     | Ndew Niang       | Senegal        | 2:09,32 min |
| DNS   | Nina Holmén      | Finnland       |             |

### Vorlauf 5
| Platz | Name                  | Nation         | Zeit        |
| ----- | --------------------- | -------------- | ----------- |
| 1     | Tatjana Kasankina     | Sowjetunion    | 2:00,15 min |
| 2     | Liljana Tomowa        | Bulgarien      | 2:00,54 min |
| 3     | Madeline Manning      | USA            | 2:00,62 min |
| 4     | Yvonne Saunders       | Kanada         | 2:03,54 min |
| 5     | Anne-Marie Van Nuffel | Belgien        | 2:04,09 min |
| 6     | Chris McMeekin        | Großbritannien | 2:04,54 min |
| 7     | Anne Garrett          | Neuseeland     | 2:05,78 min |

## Halbfinale
Datum: 24. Juli 1976, ab 15:50 Uhr

### Lauf 1

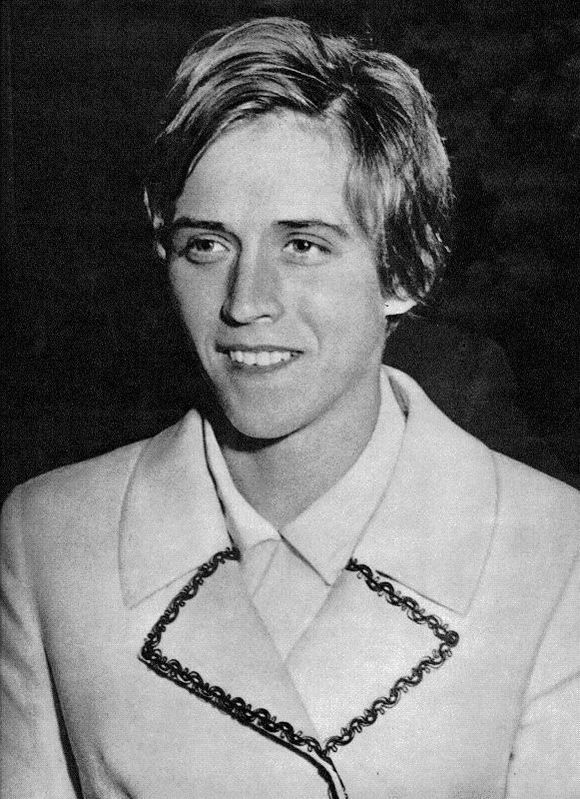
Ileana Silai, frühere Ileana Gergely, Silbermedaillengewinnerin von 1968, schied aus als Sechste des ersten Halbfinals

| Platz | Name                 | Nation      | Zeit        | Anmerkung |
| ----- | -------------------- | ----------- | ----------- | --------- |
| 1     | Anita Weiß           | DDR         | 1:56,53 min | OR        |
| 2     | Tatjana Kasankina    | Sowjetunion | 1:57,49 min |           |
| 3     | Swetla Slatewa       | Bulgarien   | 1:57,93 min |           |
| 4     | Doris Gluth          | DDR         | 1:59,32 min |           |
| 5     | Judy Pollock         | Australien  | 1:59,93 min |           |
| 6     | Ileana Silai         | Rumänien    | 2:02,22 min |           |
| 7     | Wendy Koenig-Knudson | USA         | 2:02,31 min |           |
| 8     | Gabriella Dorio      | Italien     | 2:02,46 min |           |

### Lauf 2
| Platz | Name                 | Nation      | Zeit        |
| ----- | -------------------- | ----------- | ----------- |
| 1     | Swetlana Styrkina    | Sowjetunion | 1:57,28 min |
| 2     | Nikolina Schterewa   | Bulgarien   | 1:57,35 min |
| 3     | Elfi Zinn            | DDR         | 1:57,56 min |
| 4     | Mariana Suman        | Rumänien    | 2:00,01 min |
| 5     | Charlene Rendina     | Australien  | 2:00,29 min |
| 6     | Walentina Gerasimowa | Sowjetunion | 2:01,00 min |
| 7     | Liljana Tomowa       | Bulgarien   | 2:01,97 min |
| 8     | Madeline Manning     | USA         | 2:07,25 min |

## Finale

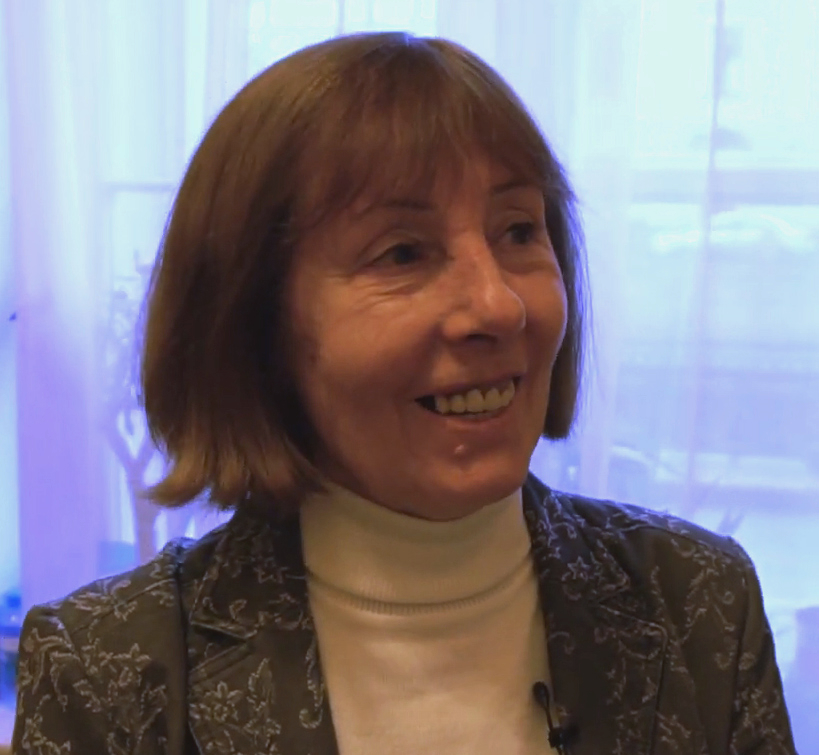
Tatjana Kasankina (hier im Jahr 2019) errang vier Tage vor ihrem Sieg über 1500 Meter ihre erste olympische Goldmedaille
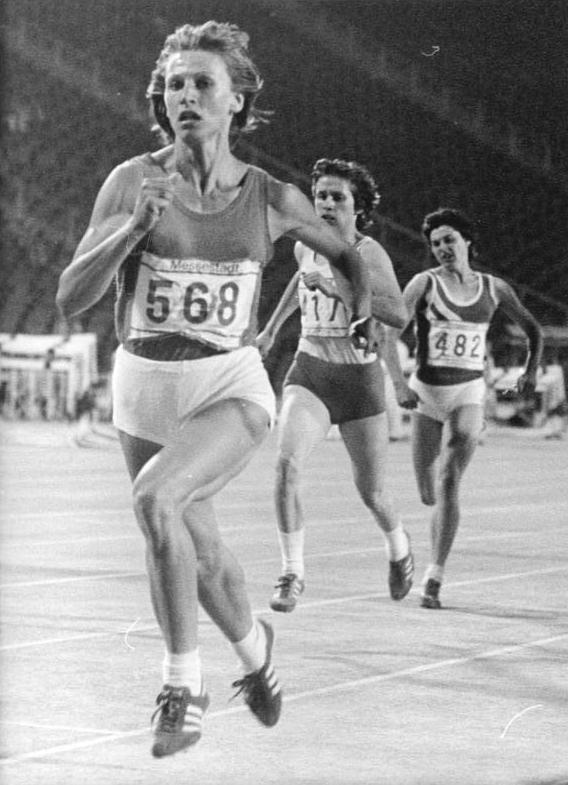
Anita Weiß (Nr. 568), frühere Anita Barkusky, fehlten auf ihrem vierten Platz vierzehn Hundertstelsekunden auf Bronze

Datum: 26. Juli 1976, 18:20 Uhr
| Platz | Name               | Nation      | Zeit        | Anmerkung |
| ----- | ------------------ | ----------- | ----------- | --------- |
| 1     | Tatjana Kasankina  | Sowjetunion | 1:54,94 min | WR        |
| 2     | Nikolina Schterewa | Bulgarien   | 1:55,42 min |           |
| 3     | Elfi Zinn          | DDR         | 1:55,60 min |           |
| 4     | Anita Weiß         | DDR         | 1:55,74 min |           |
| 5     | Swetlana Styrkina  | Sowjetunion | 1:56,44 min |           |
| 6     | Swetla Slatewa     | Bulgarien   | 1:57,21 min |           |
| 7     | Doris Gluth        | DDR         | 1:58,99 min |           |
| 8     | Mariana Suman      | Rumänien    | 2:02,21 min |           |

Die sowjetischen Läuferinnen hatten vor diesen Spielen als die Favoriten für die Medaillen gegolten. Allerdings zeigte sich bereits in den Halbfinals, dass auch noch andere starke Mittelstrecklerinnen unter den Teilnehmerinnen waren, die durchaus ein Wörtchen würden mitreden können. In der ersten Vorentscheidung stellte Anita Weiß aus der DDR, früher auch schon bekannt unter ihrem Namen Anita Barkusky, in einem mutigen Alleingang einen neuen olympischen Rekord auf und im zweiten ebenfalls schnellen Halbfinale waren die Bulgarin Nikolina Schterewa und DDR-Läuferin Elfi Zinn nur knapp geschlagene Zweite bzw. Dritte hinter Swetlana Styrkina aus der UdSSR. Die Weltrekordlerin Walentina Gerasimowa konnte sich in ihrem Halbfinale nicht durchsetzen und schied aus.
Das Finalrennen wurde zunächst durch Elfi Zinn bestimmt, doch noch vor Ende der ersten Runde wurde sie von mehreren Läuferinnen überholt. Das Tempo war von Beginn an sehr hoch. Auf der Gegengeraden zog die an Position sechs liegende Tatjana Kasankina, UdSSR, noch einmal stark an und überholte die vor ihr laufenden Teilnehmerinnen außen. Auf der Zielgeraden spurtete sie dem Olympiasieg entgegen und gewann die Goldmedaille in der neuen Weltrekordzeit von 1:54,94 min. Auf Rang zwei platzierte sich Nikolina Schterewa mit nur achtzehn Hundertstelsekunden Rückstand. Hinter ihr gewann Elfi Zinn Bronze vor Anita Weiß. Die vier erstplatzierten Läuferinnen unterboten allesamt Gerasimowas bis dahin gültigen Weltrekord.
Nikolina Schterewa gewann die erste bulgarische Medaille über 800 Meter.

Vier Tage später machte Tatjana Kasankina mit ihrem Sieg über 1500 Meter das Double auf den Mittelstrecken perfekt.

## Videolinks
- Extraordinarily Strong Women's 800 metres run at the 1976 Summer Olympics (1. Halbfinale), youtube.com, abgerufen am 21. Oktober 2021